# 麟州街道
麟州街道是中华人民共和国陕西省榆林市神木市下辖的一个街道办事处。

## 行政区划
麟州街道下辖以下村级行政区划单位：
惠泉路社区、西大街社区、人民路社区、钟楼社区、育才路社区、铧山路社区、兴神路社区、阴山路社区、继业路社区、果园路社区、神华路社区、陵园路社区、北关村、石堡墕村、康家墕村、府阳村、兴龙庄村、张王庄村、东山村、王孟村。